# Чернохохлый чибис

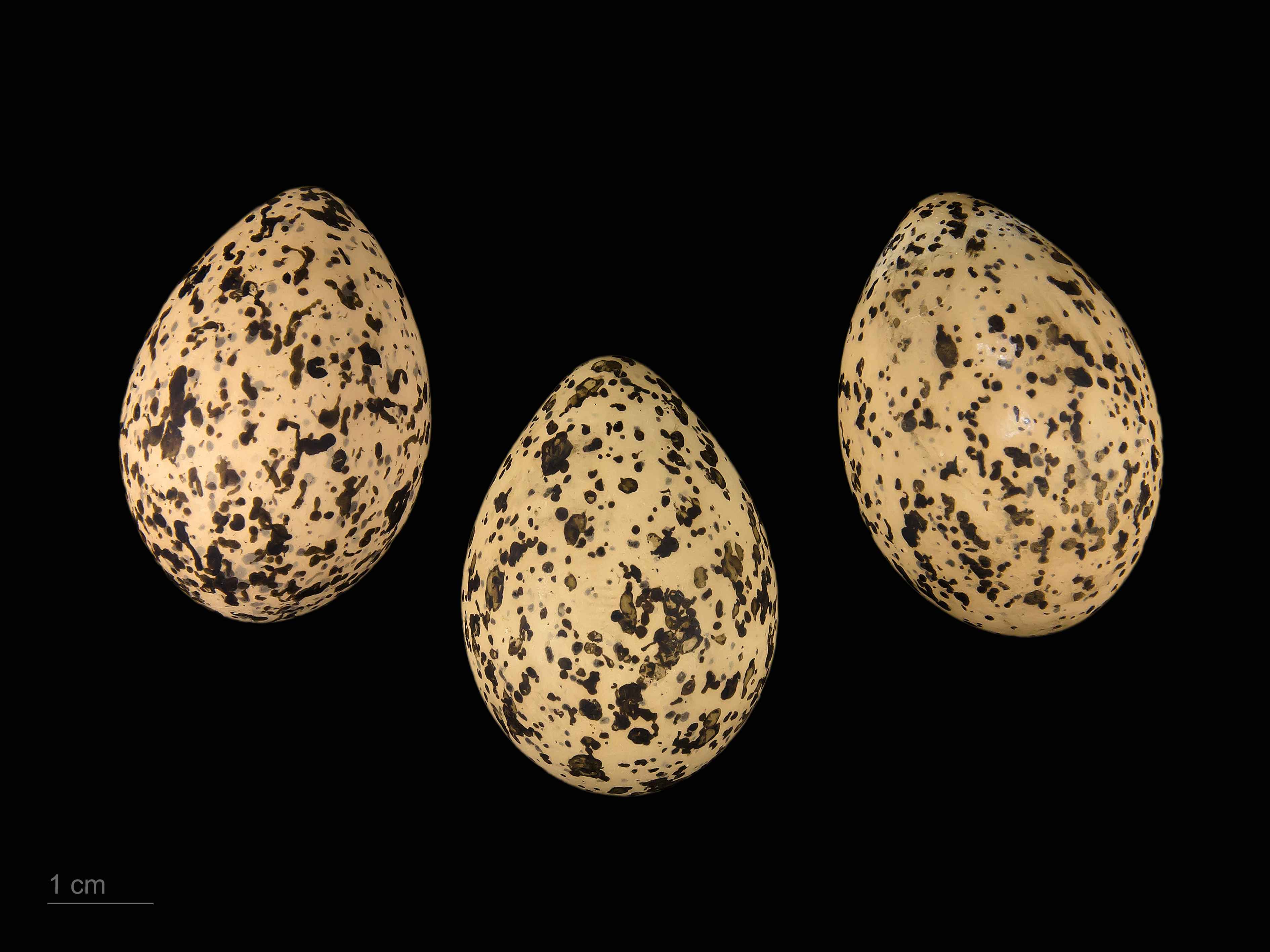
яйцо Vanellus tectus - Тулузский музеум

Чернохохлый чибис (лат. Vanellus tectus) — вид птиц из семейства ржанковых. Выделяют два подвида.

## Распространение
Обитают в Африке южнее Сахары от Сенегала до Эфиопии.

## Описание
Длина тела около 25 см. Вес 100 г (номинативный подвид, самка), 99-120 г (подвид latifrons). Голова чёрно-белая, красный клюв, ноги розово-красные. Лётные перья чёрные.

### Вокализация
Издают металлическое тинк-тинк.

## Биология
Питаются насекомыми, их личинками, брюхоногими. Беспозвоночных склевывают с земли. Кормятся ночами. Размножаются во влажных местах у воды, в водно-болотных угодьях, но кормиться могут в более сухих, например, на кортах для гольфа и в травянистых кустарниках. В кладке 2-3 яйца.
МСОП присвоил виду охранный статус LC.